# Вале д'Аоста
Вале д'Аоста (на френски: Vallée d'Aoste; на италиански: Valle d'Aosta) e административен регион в Северозападна Италия, който се ползва със специален автономен статут. Заема площ от 3263 км2. Административен център е град Аоста. Населението на региона е 126 202 жители (по приблизителна оценка от декември 2017 г.).
Това е най-малкият регион в Италия. Регионът не се дели на провинции, провинциалните задачи са поверени на регионалното правителство.

## География

### Административно деление
Регион Вале д'Аоста не се дели на провинции, за разлика от другите италиански региони. Той е пряко разделен на 74 общини:
- Аоста
- Авиз
- Ален
- Антей Сент Андре
- Арвие
- Арна
- Аяс
- Бар
- Биона
- Брисон
- Брюсон
- Валгризанш
- Валпелин
- Валсаваранш
- Валтурнанш
- Верей
- Верес
- Вилньов
- Габи
- Гресан
- Гресоне Ла Трините
- Гресоне Сен Жан
- Донас
- Дуе
- Еймавил
- Емарез
- Ентро
- Етрубъл
- Жиньо
- Жовансан
- Исим
- Исон
- Кар
- Коне
- Курмайор
- Ла Мадлен
- Ла Сал
- Ла Тюил
- Лиян
- Монжове
- Морже
- Нюс
- Оаяс
- Оломон
- Он
- Перло
- Полен
- Пон Сен Мартен
- Понбозе
- Понте
- Пре Сен Дидие
- Рем Нотър Дам
- Рем Сен Жорж
- Роазан
- Сар
- Сен Венсан
- Сен Дени
- Сен Кристоф
- Сен Марсел
- Сен Никола
- Сен Пиер
- Сен Реми ан Бос
- Сент Оаян
- Торньон
- Фенис
- Фонтенмор
- Шалан Сен Виктор
- Шалан Сент Анселм
- Шамбав
- Шамдепра
- Шамоа
- Шампорше
- Шарвансо
- Шатийон

Официалните имена на общините във Вале д'Аоста са на френски. Съществуват и италианските имена, създадени през фашисткото управление, но не се използват (с изключение на Аоста и Коне).